# Kofferboot
Das Kofferboot ist ein Ende der 1940er Jahre entwickeltes zerlegbares Fest-Kajak aus Aluminium.

## Geschichte
In den frühen Nachkriegsjahren waren nur wenige Menschen im Besitz eines Autos. Unter Kanufahrern waren deswegen besonders Kanus gefragt, die zerlegt und in Taschen oder Packsäcke verstaut mit den öffentlichen Verkehrsmitteln Bus und Bahn transportiert werden konnten. Darum war auf dem Markt eine Vielzahl von Faltbootmodellen von verschiedensten Herstellern erhältlich. Nicht nur große und bekannte Faltbootwerften wie Klepper bedienten die Nachfrage, auch zahlreiche kleine Handwerksbetriebe hatten im Faltbootbau ein wirtschaftliches Standbein.
Neben den Faltbooten wurden auch weiterhin Festboote gebaut und vermarktet. Gegen Ende der 1940er Jahre entstand am Bodensee rund um Friedrichshafen die Idee, aus Flugzeugtanks und Schwimmern Kajaks herzustellen. Das in der Luftfahrt verwendete Aluminiumblech eignete sich durch die guten Materialeigenschaften und Korrosionsresistenz selbst gegenüber Salzwasser gut für die Verwendung für sehr robuste Kajaks. Auch an anderen Orten kam man auf diese Idee (beispielsweise in den Vereinigten Staaten die Firma Grumman). Durch die Flugzeugindustrie in Friedrichshafen mit den Firmen Dornier und Zeppelin war der Werkstoff Aluminiumblech in der Region bekannt und verfügbar. Aluminiumkajaks waren daher auf dem Bodensee in den 1950er Jahren ein gewohnter Anblick. Der Nachteil der Aluminiumkajaks war die eingeschränkte Transportmöglichkeit mit öffentlichen Verkehrsmitteln. 

## Das Kofferboot
Horst Hanigck aus Lindau konstruierte daher ein Aluminium-Kajak, das in mehrere einzelne Segmente zerlegt werden konnte. Die Segmente waren ineinandersteckbar und passten in zwei handliche Transporttaschen, was dem Kanu seine Bezeichnung einbrachte. Somit konnte Hanigck die Vorteile des außerordentlich robusten Aluminium-Festkajaks mit denen des Faltboots verbinden. Diese Verknüpfung der Vorteile wurde nicht einmal mit einem höheren Bootsgewicht erkauft – mit 20,8 kg für den Einsitzer bzw. 28 kg für den Zweisitzer waren die Kofferboote nicht schwerer als gängige Faltboote. Zudem konnte mit den Mittelsegmenten weiterer Kofferboote auch Dreier- oder Viererkajaks zusammengesetzt werden, Zeitzeugenberichten zufolge gab es auch Neunerkajaks.
Nicht nur am Bodensee, sondern auch auf größeren Fahrten wurden Kofferboote eingesetzt. Die Unempfindlichkeit des Kofferboots gegen Salzwasser wurde bei einer Umrundung des westlichen Mittelmeers in den 1950er Jahren belegt. Auf Dauer konnte sich das Kofferboot jedoch nicht am Markt behaupten. Ursachen mögen der Materialpreis der aus dem Flugzeugbau stammenden Aluminiumlegierung gewesen sein oder die Abdichtung der einzelnen Segmente. Heute wird nur noch von einem erhaltenen Exemplar der Kofferboote berichtet, das sich im Lindauer Kanuclub befindet.
Die Idee des zerlegbaren Kofferboots wurde später wieder bei teilbaren Kajaks und Kanadiern aufgegriffen, wenngleich auch nicht mehr mit der hohen Anzahl an Segmenten.